# Victor Bobsin
Victor Bobsin, né le 12 janvier 2000 à Osório au Brésil, est un footballeur brésilien qui évolue au poste de milieu défensif au Daejeon Hana Citizen.

## Biographie

### En club
Né à Osório au Brésil, Victor Bobsin est formé par le Grêmio Porto Alegre, qu'il rejoint à l'âge de 12 ans. Il est très vite annoncé comme l'un des plus sûrs espoirs du club et attire l'intérêt de clubs européens tels que le FC Barcelone en avril 2018. Le 17 mai 2018 il prolonge son contrat avec Grêmio jusqu'en décembre 2021.
Il fait sa première apparition en équipe première lors d'une rencontre de Championnat Gaúcho contre l'Esporte Clube São José (en) le 23 mars 2021 (1-1 score final).
Le 4 août 2022, Bobsin rejoint le Portugal afin de s'engager en faveur du CD Santa Clara. Il signe un contrat courant jusqu'en juin 2025.
Le 5 juillet 2023, Bobsin rejoint la Corée du Sud et le club du Daegu FC sous la forme d'un prêt.

### En sélection
Victor Bobsin est sélectionné avec l'équipe du Brésil des moins de 17 ans pour participer au championnat sud-américain des moins de 17 ans en 2017. Lors de cette compétition, il est un élément majeur de l'équipe et prend part à huit rencontres. C'est le Brésil qui remporte ce tournoi.
Il participe ensuite avec cette même équipe à la Coupe du monde des moins de 17 ans 2017 organisée en Inde. Il joue sept matchs lors de ce tournoi. Le Brésil s'incline en demi-finale face à l'Angleterre, pour finalement terminer troisième du tournoi.
Le 22 mars 2018 il joue son premier match avec les moins de 20 ans, face au Mexique (1-1).

## Palmarès
Brésil -17 ans
- Vainqueur du championnat sud-américain des moins de 17 ans
  - 2017
- Troisième de la Coupe du monde des moins de 17 ans
  - 2017

## Statistiques
| Saison                | Club                  | Championnat           | Championnat | Championnat | Championnat | Coupe nationale | Coupe nationale | Coupe nationale | Coupe de la Ligue | Coupe de la Ligue | Coupe de la Ligue | Compétition(s) continentale(s) | Compétition(s) continentale(s) | Compétition(s) continentale(s) | Compétition(s) continentale(s) | Ligue régionale | Ligue régionale | Ligue régionale | Total | Total | Total |
| Saison                | Club                  | Division              | M.          | B.          | P.d.        | M.              | B.              | P.d.            | M.                | B.                | P.d.              | Comp.                          | M.                             | B.                             | P.d.                           | M.              | B.              | P.d.            | M.    | B.    | P.d.  |
| 2021                  | Grêmio                | Série A               | 14          | 0           | 1           | 3               | 0               | 0               | -                 | -                 | -                 | CS                             | 4                              | 0                              | 0                              | 4+1             | 0+0             | 0+1             | 26    | 0     | 2     |
| 2022                  | Grêmio                | Série B               | -           | -           | -           | -               | -               | -               | -                 | -                 | -                 | -                              | -                              | -                              | -                              | 2               | 0               | 0               | 2     | 0     | 0     |
| Sous-total            | Sous-total            | Sous-total            | 14          | 0           | 1           | 3               | 0               | 0               | -                 | -                 | -                 | -                              | 4                              | 0                              | 0                              | 7               | 0               | 1               | 28    | 0     | 2     |
| 2022-2023             | CD Santa Clara        | Liga Portugal         | 24          | 0           | 1           | -               | -               | -               | 4                 | 0                 | 0                 | -                              | -                              | -                              | -                              | -               | -               | -               | 28    | 0     | 1     |
| Total sur la carrière | Total sur la carrière | Total sur la carrière | 38          | 0           | 2           | 3               | 0               | 0               | 4                 | 0                 | 0                 | -                              | 4                              | 0                              | 0                              | 7               | 0               | 1               | 56    | 0     | 3     |